# Vihtasaaret (ö i Norra Savolax)
Vihtasaaret är en ö i Finland. Den ligger i sjön Keitele och i kommunen Vesanto i den ekonomiska regionen  Inre Savolax ekonomiska region  och landskapet Norra Savolax, i den centrala delen av landet, 300 km norr om huvudstaden Helsingfors. Öns area är 7,3 hektar och dess största längd är 370 meter i nord-sydlig riktning.  Notera att namnet antyder att det är fråga om flera öar.